# Palampur
Palampur è una città dell'India di 4.006 abitanti, situata nel distretto di Kangra, nello stato federato dell'Himachal Pradesh. In base al numero di abitanti la città rientra nella classe VI (meno di 5.000 persone).

## Geografia fisica
La città è situata a 32° 7' 0 N e 76° 31' 60 E e ha un'altitudine di 1.472 m s.l.m..

## Società

### Evoluzione demografica
Al censimento del 2001 la popolazione di Palampur assommava a 4.006 persone, delle quali 2.147 maschi e 1.859 femmine. I bambini di età inferiore o uguale ai sei anni assommavano a 333, dei quali 180 maschi e 153 femmine. Infine, coloro che erano in grado di saper almeno leggere e scrivere erano 2.846, dei quali 1.558 maschi e 1.288 femmine.